# 史琳
史琳（1438年—1506年）。字天瑞，另作元瑞，号一拙，浙江余姚县南城人，明朝政治人物，书画家。

## 生平
大明成化元年（1465年），考中举人。成化二年（1466年）丙戌，登進士第，授工科给事中。弘治中，擢右副都御史，巡抚保定诸府，兼提督紫荆关等关。官至都察院右都御史。
成化十四年，以右都御史之职提督宣大军务。成化十五年，回都察院任职。成化十八年，再出任总督。同年还都察院，卒于任上。赐祭葬，赠太子太保。
史琳博学广闻，富有才艺，诗、书、画俱佳，尤擅长绘画墨竹。有上门求字画，不分貴賤，都欣然答应。　

## 著作
史琳著述宏富，遗有著作多种
- 《列卿記》
- 《分省人物考》
- 《越畫見聞》
- 《紹興府志》
- 《余姚縣志》
- 《明畫錄》